# 숀 캐넌
숀 캐넌(Sean Cannon, 1940년 11월 29일~)은 아일랜드의 포크 가수이며 음악가이다. 1982년부터 2012년까지 더 더블리너스 멤버로 메인 보컬을 맡았다. 아일랜드 골웨이에서 태어났으며, 1960년대에 잉글랜드에서 솔로 가수로 데뷔하였다. 1969년에는 더 게일스(The Gaels)라는, 잉글랜드에서 활동하는 켈트 포크 그룹(아일랜드인 3명, 스코틀랜드인 1명)에 가입하였고, 앨범 한 장을 발매하였다. 1970년대에는 솔로 앨범을 두 장 발매하였다. 스타덤에 오른 것은 1982년에 더 더블리너스에 공식적으로 가입하면서부터이다. 루크 켈리가 1980년 뇌종양 진단을 받은 이후, 더 더블리너스 공연에 빠지는 일이 많이 생기자 그 때마다 자리를 채워 넣기 위해 세션 뮤지션으로 들어왔다가 1982년에는 아예 공식 멤버가 된 것이다. 루크 켈리와 나이가 같고 목소리도 비슷하기 때문에 제 2의 루크 켈리 역할을 맡았으며, 루크 켈리가 메인 보컬을 맡았던 곡들은 루크 켈리 사후에는 거의 대부분 예외 없이 숀 캐넌이 메인 보컬을 맡아 불렀다. 악기는 기타만 치는데 피크를 사용하여 스트로크를 주로 친다. 이후 2012년까지 다른 한 메인보컬이 로니 드루-패디 레일리-패치 워천으로 바뀌길 거듭하는 동안 일관되게 메인 보컬 한 자리를 맡아 더 더블리너스 멤버로 활동하였다. 2012년 존 시헌의 은퇴로 그룹은 해산되었으나, 나머지 멤버들인 이몬 캠벨과 패치 워천, 그리고 바니 매케너 사후 대부분의 세션 뮤지션 역할을 맡아 본 제리 오코너와 함께 2013년 2월부터 후속 그룹인 더 더블린 레전즈의 메인보컬로 계속 활동할 예정이다. 아들 로버트 캐넌도 가수이다.